# فيران تيرا
فيران تيرا (بالإسبانية: Ferrán Terra)‏ هو متزحلق جبال الألب إسباني، ولد في 10 مارس 1987 في ماتارو في إسبانيا.

## وصلات خارجية
- فيران تيرا على موقع الاتحاد الدولي للتزلج (التزلج على المنحدرات الثلجية) (الإنجليزية)
- فيران تيرا على موقع أوليمبيديا (الإنجليزية)